# Кандык (Западно-Казахстанская область)
Кандык (каз. Қандық) — село в Теректинском районе Западно-Казахстанской области Казахстана. Входит в состав Анкатинского сельского округа. Код КАТО — 276239400.

## Население
В 1999 году население села составляло 363 человека (182 мужчины и 181 женщина). По данным переписи 2009 года, в селе проживало 257 человек (137 мужчин и 120 женщин).